# 예고르 크리메츠
예고르 블라디미로비치 크리메츠(우즈베크어: Egor Vladimirovich Krimets, 러시아어: Его́р Влади́мирович Криме́ц, 1992년 1월 27일 ~ )는 우즈베키스탄의 축구 선수로 현재 파흐타코르 타슈켄트에서 수비수로 활동 중이다.

## 선수 경력

### 클럽
2010년 파흐타코르 타슈켄트 입단을 통해 프로에 입문한 뒤 2013년, 2016년, 2017년 중국 슈퍼리그의 베이징 궈안에서 임대 선수로 35경기에 출전한 것을 제외하고는 대부분 파흐타코르에서 활동하며 우즈베키스탄 슈퍼리그 5회 우승, 우즈베키스탄컵 2회 우승, 2019년 우즈베키스탄 리그컵 우승 등에 기여했으며 현재까지 통산 212경기 18골을 기록 중이다.

### 국가대표팀
2012년 11월 14일 이란과의 2014년 FIFA 월드컵 아시아 지역 최종 예선 A조 5차전에서 국제 A매치 데뷔전을 치렀고 팀은 원정팀의 무덤으로 불리는 아자디 스타디움에서 열린 이 경기에서 1-0으로 승리를 거두었다.
그 뒤 2016년 8월 24일 2013년 아프리카 네이션스컵 준우승에 빛나는 부르키나파소와의 평가전에서 A매치 데뷔 약 4년만에 첫 골을 터뜨리며 팀의 1-0 승리를 만들었고 이후 9월 6일에 열린 카타르와의 2018년 FIFA 월드컵 아시아 지역 3차 예선 A조 2차전에서 결승골을 터뜨리며 팀의 1-0 승리를 견인했다.

## 수상

### 클럽
파흐타코르 타슈켄트
- 우즈베키스탄 슈퍼리그 : 우승 (2012, 2014, 2015, 2019, 2020)
- 우즈베키스탄컵 : 우승 (2011, 2019), 준우승 (2018)
- 우즈베키스탄 리그컵 : 우승 (2019)